# Новокатово (платформа)
Новокатово — остановочный пункт Октябрьской железной дороги на линии Москва — Сонково в Калязинском районе Тверской области. На этом участке линия однопутная неэлектрифицированная.
В 5 км на запад от платформы через лес находится деревня Ново-Окатово на берегу реки Волги, в 2,5 км к северо-западу — деревня Алексино.
Останавливаются две пары пригородных поезда на тепловозной тяге в сутки. Маршруты Савёлово — Калязин-Пассажирский / Углич / Сонково.
Соседние станции (ТР4):	 	050423 Скнятино,  	 	050442 177 км.